# Macrosenta rosella
Macrosenta rosella är en fjärilsart som beskrevs av Sergius G. Kiriakoff 1964. Macrosenta rosella ingår i släktet Macrosenta och familjen tandspinnare. Inga underarter finns listade i Catalogue of Life.